# Londerzeel
Londerzeel is een plaats en gemeente in de Belgische provincie Vlaams-Brabant. De gemeente telt ruim 19.000 inwoners. De inwoners worden Londerzelenaren of "Kiekenplukkers" genoemd en hun patroonheilige is Sint-Christoffel.

## Toponymie
De oudste vermeldingen van Londerzeel dateren uit de 12de eeuw. In die periode is Londerzeel vindbaar als Lundersella (1139), Lundercella (1148) en Lundercele (1158). Er bestaan twee theorieën over de oorsprong van de naam van het dorp. De oudste pretendeert dat de naam verwijst naar de woning van een zekere Lunder en zou dateren uit de jaren 600 à 750 n.C. Het klopt dat het bepalende gedeelte van toponiemen die op -sel of -zele eindigen vaak een persoonsnaam is en het zele-toponiem Londerzeel heeft voorts inderdaad een vroeg-middeleeuwse oorsprong. Toch stelt een andere theorie dat Lunder nooit bestaan heeft. De taalkundige oorsprong van de naam Londerzeel kan immers ook gezocht worden in het Germaanse lauhan-warja of lund-warja-sali, waarbij beide verwijzen naar "de woonplaats van de bewoners van het bos". Zekerheid over de oorsprong van de naam bestaat er niet.
In het dialect wordt naar Londerzeel meestal verwezen als Lonnesieël.

## Geschiedenis
De eerste bewoning zou zich situeren rond 600 à 750 na Christus. Het dorp Londerzeel is ontstaan op het kruispunt van twee eeuwenoude verbindingswegen, namelijk: de weg Asse-Mechelen en de weg Grimbergen-Puurs.
Voor de 11de eeuw hoorde Opdorp (Buggenhout) nog bij Malderen. Later is dit dan afgescheiden en ging dit over naar Graafschap Vlaanderen.
Op de Ferrariskaarten (1777) is het dorpscentrum van de heerlijkheid Londerzeel te zien als een relatief groot dorp met zo'n 100 huizen en enkele belangrijke hoven.
Na de gemeentefusie van 1977 werden Malderen en Steenhuffel deelgemeentes van Londerzeel.

## Geografie
De gemeente wordt gerekend tot de streek Brabantse Kouters en hoort bij de Groene Gordel rond Brussel.

### Kernen
Naast Londerzeel zelf telt de gemeente nog twee andere deelgemeenten, namelijk Steenhuffel en Malderen. Verder omvat de fusiegemeente nog het dorp Londerzeel-Sint-Jozef en heel wat gehuchten, waaronder:
- Malderen-Herbodin
- Malderen-Molenheide
- Sneppelaar
- Steenhuffel-Haan
- Steenhuffel-Heide
- Ursene

#### Tabel
| # | Naam        | Opp. (km²) | Inwoners (2020) | Inwoners per km² | NIS-code |
| - | ----------- | ---------- | --------------- | ---------------- | -------- |
| 1 | Londerzeel  | 18,25      | 12.015          | 658              | 23045A   |
| 2 | Malderen    | 8,22       | 3.916           | 476              | 23045B   |
| 3 | Steenhuffel | 10,06      | 2.928           | 291              | 23045C   |

### Aangrenzende gemeenten
Londerzeel ligt ten noorden van Brussel en grenst aan de Antwerpse gemeente Puurs-Sint-Amands, de Vlaams-Brabantse gemeenten Merchtem, Meise en Kapelle-op-den-Bos en in het westen de Oost-Vlaamse gemeente Buggenhout.

## Bezienswaardigheden
- De Sint-Christoffelkerk
- Het Kasteel de Drie Torens
- Hoeven, waaronder de Hendolf, het Hof Altenaken, het Hof ter hellen of D'Helhoef, het Hof Verrenrode (waar de kleindochter van Rubens woonde), de Kruishoeve, het Hof ter Locht, het Hof ter Winkelen
- De Calvariebergkapel
- Het voormalig Station Londerzeel-Oost
- Het Herenhuis De Burcht
- De windmolen het Merelaantje

## Natuur en landschap
Londerzeel ligt aan de Kleine Molenbeek en de hoogte varieert van 7 meter in het noorden tot 29 meter in het zuiden.
Ten oosten van het Lippelobos ligt het boske Kruisheide omgeven door graslanden.

### Houtig erfgoed
- De omgeving rond het Hof ter Melis wordt gestructureerd door enkele fraaie dreven die deels over het grondgebied van Londerzeel lopen. Het hof, Lippelobos en het drevencomplex zijn beschermd als cultuurhistorisch landschap.
- De Kruisheide (Malderen) bestaat uit dubbele eikendreven. Aan de kruising met de Lippelostraat werd een boomkapelletje bevestigd.
- Langs de Kouterbaan (Malderen) staat een linde als kapelboom naast een kapel. Oorspronkelijk werd de kapel geflankeerd door twee lindes.

Verspreid over de gemeente zijn knotbomen te vinden:
- Langs de Lippelostraat (Malderen) staat een oude knoteik.

## Demografische ontwikkeling

### Demografische evolutie deelgemeente voor de fusie
- Bronnen:NIS, Opm:1831 tot en met 1970=volkstellingen, 1976= inwonersaantal op 31 december

### Demografische ontwikkeling van de fusiegemeente
Alle historische gegevens hebben betrekking op de huidige gemeente, inclusief deelgemeenten, zoals ontstaan na de fusie van 1 januari 1977.
- Bronnen:NIS, Opm:1831 tot en met 1981=volkstellingen; 1990 en later= inwonertal op 1 januari

| Inwoners van jaar tot jaar op 1 januari 1992 tot heden | Inwoners van jaar tot jaar op 1 januari 1992 tot heden | Inwoners van jaar tot jaar op 1 januari 1992 tot heden |
| jaar                                                   | Aantal                                                 | Evolutie: 1992=index 100                               |
| ------------------------------------------------------ | ------------------------------------------------------ | ------------------------------------------------------ |
| 1992                                                   | 16.993                                                 | 100,0                                                  |
| 1993                                                   | 17.077                                                 | 100,5                                                  |
| 1994                                                   | 17.107                                                 | 100,7                                                  |
| 1995                                                   | 17.108                                                 | 100,7                                                  |
| 1996                                                   | 17.211                                                 | 101,3                                                  |
| 1997                                                   | 17.269                                                 | 101,6                                                  |
| 1998                                                   | 17.235                                                 | 101,4                                                  |
| 1999                                                   | 17.293                                                 | 101,8                                                  |
| 2000                                                   | 17.153                                                 | 100,9                                                  |
| 2001                                                   | 17.166                                                 | 101,0                                                  |
| 2002                                                   | 17.137                                                 | 100,8                                                  |
| 2003                                                   | 17.185                                                 | 101,1                                                  |
| 2004                                                   | 17.305                                                 | 101,8                                                  |
| 2005                                                   | 17.340                                                 | 102,0                                                  |
| 2006                                                   | 17.435                                                 | 102,6                                                  |
| 2007                                                   | 17.452                                                 | 102,7                                                  |
| 2008                                                   | 17.525                                                 | 103,1                                                  |
| 2009                                                   | 17.620                                                 | 103,7                                                  |
| 2010                                                   | 17.655                                                 | 103,9                                                  |
| 2011                                                   | 17.778                                                 | 104,6                                                  |
| 2012                                                   | 17.869                                                 | 105,2                                                  |
| 2013                                                   | 17.976                                                 | 105,8                                                  |
| 2014                                                   | 18.055                                                 | 106,2                                                  |
| 2015                                                   | 18.233                                                 | 107,3                                                  |
| 2016                                                   | 18.274                                                 | 107,5                                                  |
| 2017                                                   | 18.385                                                 | 108,2                                                  |
| 2018                                                   | 18.620                                                 | 109,6                                                  |
| 2019                                                   | 18.749                                                 | 110,3                                                  |
| 2020                                                   | 18.861                                                 | 111,0                                                  |
| 2021                                                   | 19.016                                                 | 111,9                                                  |
| 2022                                                   | 19.136                                                 | 112,6                                                  |
| 2023                                                   | 19.288                                                 | 113,5                                                  |
| 2024                                                   | 19.404                                                 | 114,2                                                  |
| 2025                                                   | 19.491                                                 | 114,7                                                  |

## Scholen
Onder andere
- het Virgo Sapiens Instituut van de Ursulinen
- het Gemeentelijk Technisch Instituut van Londerzeel (G.T.I.L.) van de gemeente.
- Kleuterschool "De Huffeltjes"  (Steenhuffel)

## Mobiliteit

### Openbaar vervoer
Station Londerzeel wordt bediend door de spoorlijn 53 (Schellebelle - Leuven). Vroeger heette dit station Londerzeel-West om het onderscheid te maken met het voormalige station Londerzeel-Oost. Beide stations waren gelegen op het deel van spoorlijn 53 dat samenliep met de voormalige spoorlijn 61 (Mortsel/Kontich - Aalst). Grote delen van deze spoorlijn zijn opgebroken en aangelegd als fietspad, de zogenaamde Leirekensroute.
Londerzeel heeft busverbindingen naar Aalst, Brussel-Noord, Mechelen, Vilvoorde, Sint-Niklaas, ...

### Wegennet
Langs Londerzeel loopt de autosnelweg A12 tussen Brussel en Antwerpen. De snelweg heeft in Londerzeel nog een gelijkvloerse kruising. Dit kruispunt ligt op het grondgebied van de gemeente Meise. Door het dorpscentrum loopt de N259.

## Evenementen
Londerzeel staat bekend voor de (Gouden) Kiekenpootworp tijdens het jaarlijkse kermisweekend in september.

## Politiek

### Burgemeesters
|  |                                    | Tijdspanne   |
|  | ---------------------------------- | ------------ |
|  | Ferdinand de Spoelberch            | ~1865        |
|  | Elisabeth de Jonghe d'Ardoye       | 1946 - 1964  |
|  | Hugo Nys (CVP)                     | 1977 - 1985  |
|  | Godelieve (Lieve) Eeckelaers (CVP) | 1986 - 1995  |
|  | Jozef De Borger (CVP / CD&V)       | 1995 - 2015  |
|  | Nadia Sminate (N-VA)               | 2016 - 2018  |
|  | Conny Moons (LWD)                  | 2019 - 2024  |
|  | Nadia Sminate (N-VA)               | 2024 - heden |

#### Verkzieingen van 2018 en bestuur 2019 - 2024
In 2018 sloot de Open VLD zich aan bij de lijst Londerzeel Warm & Dynamisch (LWD), de politieke beweging rond Conny Moons. Moons was in 2012 nog schepen in Londerzeel voor CD&V, maar moest haar ambt inleveren toen ze aankondigde LWD op te richten. Burgemeester Nadia Sminate haalde met 2471 voorkeurstemmen de hoogste score van Londerzeel bij de gemeenteraadsverkiezingen en bracht zo de N-VA van 6 naar 10 zetels. Als grootste partij van Londerzeel, kon ze die winst niet verzilveren. Londerzeel Warm en Dynamisch (LWD) haalde negen zetels en sloot een coalitie met CD&V en Groen, goed voor een nipte meerderheid van 13 op 25 zetels, met Conny Moons als burgemeester. CD&V leed een stevig verlies. De partij ging naar de kiezer zonder oud-burgemeester en schepen Jozef De Borger en zakte van 9 naar 3 zetels. Ook Pro 1840 van voormalig eerste schepen Tom Troch ging vanaf 2019 met 2 zetels op de oppositiebanken.

#### Verkiezingen van 2024 en bestuur 2024 - 2030
Op 13 oktober 2024 werd de N-VA van voormalig burgemeester Nadia Sminate de grootste partij met 11 van de 25 zetels. Sminate, die 2392 voorkeurstemmen de hoogste persoonlijke score op die lijst had behaald, kreeg het initiatiefrecht om een nieuw gemeentebestuur te vormen en besloot een coalitie te vormen met het socialistisch-groene kartel Pro1840-Groen, goed voor een nipte meerderheid van 13 van 25 zetels. De LWD van uittredend burgemeester Conny Moons, CD&V Plus en Team De Borger, de onafhankelijke lokale partij rond oud-burgemeester Jozef De Borger, belandden in de oppositie. In december 2024 werd Sminate opnieuw burgemeester van Londerzeel.

### Resultaten gemeenteraadsverkiezingen sinds 1976
| Partij of kartel     | Partij of kartel                                                      | 10-10-1976 | 10-10-1976 | 10-10-1982 | 10-10-1982 | 9-10-1988 | 9-10-1988 | 9-10-1994 | 9-10-1994 | 8-10-2000 | 8-10-2000 | 8-10-2006 | 8-10-2006 | 14-10-2012 | 14-10-2012 | 14-10-2018 | 14-10-2018 | 13-10-2024 | 13-10-2024 |
| Stemmen / Zetels     | Stemmen / Zetels                                                      | %          | 25         | %          | 25         | %         | 25        | %         | 25        | %         | 25        | %         | 25        | %          | 25         | %          | 25         | %          | 25         |
| -------------------- | --------------------------------------------------------------------- | ---------- | ---------- | ---------- | ---------- | --------- | --------- | --------- | --------- | --------- | --------- | --------- | --------- | ---------- | ---------- | ---------- | ---------- | ---------- | ---------- |
|                      | AGALEV1/ sp.a-spirit-Groen!B/ sp.a-GroenC/ Groen3/ Pro1840-GroenD     | -          |            | -          |            | -         |           | -         |           | 8,321     | 1         | 20,42B    | 5         | 13,34C     | 3          | 8,73       | 1          | 10,7D      | 2          |
|                      | SP1/ PALA/ sp.a-spirit-Groen!B/ sp.a-GroenC/ Pro18402/ Pro1840-GroenD | -          |            | 11,081     | 2          | 11,541    | 2         | 11,11     | 2         | 17,74A    | 4         | 20,42B    | 5         | 13,34C     | 3          | 10,32      | 2          | 10,7D      | 2          |
|                      | VU1/ VO2/ PALA/ N-VA3                                                 | -          |            | 18,271     | 4          | 17,451    | 4         | 10,182    | 2         | 17,74A    | 4         | 20,42B    | 5         | 21,583     | 6          | 35,43      | 10         | 38,83      | 11         |
|                      | PVV1/ VLD2/ PALA/ VLD-VIVANT3/ Open Vld4                              | -          |            | 8,651      | 1          | 6,771     | 1         | 8,962     | 1         | 17,74A    | 4         | 9,103     | 1         | 3,794      | 0          | 32,7       | 9          | 22,9       | 6          |
|                      | Londerzeel Warm en Dynamisch                                          | -          |            | -          |            | -         |           | -         |           | -         |           | -         |           | 26,33      | 7          | 32,7       | 9          | 22,9       | 6          |
|                      | CVP1/ CD&V2/ CD&V Plus3                                               | 56,361     | 15         | 62,011     | 18         | 64,241    | 18        | 62,571    | 19        | 61,821    | 18        | 54,352    | 15        | 31,502     | 9          | 12,92      | 3          | 8,73       | 1          |
|                      | Team De Borger                                                        | -          |            | -          |            | -         |           | -         |           | -         |           | -         |           | -          |            | -          |            | 18,9       | 5          |
|                      | Vlaams Blok1/ Vlaams Belang2                                          | -          |            | -          |            | -         |           | 7,191     | 1         | 12,111    | 2         | 16,132    | 4         | 3,462      | 0          | -          |            | -          |            |
|                      | E Front                                                               | 34,02      | 9          | -          |            | -         |           | -         |           | -         |           | -         |           | -          |            | -          |            | -          |            |
|                      | NIEUW                                                                 | 9,62       | 1          | -          |            | -         |           | -         |           | -         |           | -         |           | -          |            | -          |            | -          |            |
| Totaal stemmen       | Totaal stemmen                                                        | 11102      | 11102      | 12019      | 12019      | 12532     | 12532     | 12734     | 12734     | 12845     | 12845     | 13137     | 13137     | 13303      | 13303      | 13554      | 13554      | 10026      | 10026      |
| Opkomst %            | Opkomst %                                                             |            |            |            |            | 95,72     | 95,72     | 94,44     | 94,44     | 94,51     | 94,51     | 95,18     | 95,18     | 94,48      | 94,48      | 94,0       | 94,0       | 68,0       | 68,0       |
| Blanco en ongeldig % | Blanco en ongeldig %                                                  | 2,22       | 2,22       | 2,75       | 2,75       | 3,49      | 3,49      | 3,27      | 3,27      | 2,95      | 2,95      | 2,43      | 2,43      | 2,57       | 2,57       | 3,5        | 3,5        | 1,4        | 1,4        |

De zetels van de gevormde meerderheid staan vetjes afgedrukt

De rode cijfers naast de gegevens duiden aan onder welke naam de partijen telkens bij een verkiezing opkwamen.

## Geboren in Londerzeel
| - August Meeus (1861-1927), componist, dirigent & organist - Lode Meeus (1892-1971), componist, dirigent & organist - Gerard Walschap (1898-1989), schrijver - Leopold Van Esbroeck (1911-2010), beeldhouwer - Jaak Van Assche (*1940), acteur - Wilfried Pas (*1940), beeldhouwer, tekenaar & graficus | - Bert Gabriëls (*1973), stand-upcomedian - Kris Van Assche (*1976), ontwerper van kleding en accessoires - Tom Caluwé (*1978), voetballer - Fien Troch (*1978), regisseur - Ibtissam Bouharat (*1990), voetbalster van Marokkaanse komaf |

### Ereburgers
- Annelies Verbeke[12] (2023)

## Voetbal
De gemeente Londerzeel telt sinds 2022 vier voetbalclubs, met name:
- Londerzeel SK (tweede afdeling)
- Delta Londerzeel (tweede provinciale)
- Londerzeel United (tweede provinciale)
- SK Steenhuffel (tweede provinciale)

## Stedenband
Londerzeel heeft een stedenband met Gladenbach (Hessen, Duitsland) sinds 2010.

## Wetenswaardig
- Het wapenschild van de gemeente werd op 19 juli 1978 door de minister van binnenlandse zaken Henri Boel (BSP) bekrachtigd.
- De familienaam Van Londersele verwijst naar het dorp, net als enkele spellingsvariaties hierop. In het jaar 2008 waren er 459 mensen in België die een van deze familienamen had, voornamelijk in de Denderstreek.[13]

## Nabijgelegen kernen
Imde, Steenhuffel, Londerzeel Sint-Jozef, Ramsdonk, Westrode